# 中国（安徽）自由贸易试验区
中国（安徽）自由贸易试验区为2020年9月21日在中华人民共和国安徽省成立的自由贸易试验区。自贸试验区涵盖三个片区：合肥片区64.95平方公里，芜湖片区35平方公里，蚌埠片区19.91平方公里。

## 概况
2018年1月，安徽省政府上报安徽自贸区申建方案及修订稿。2020年9月20日，安徽省人民政府副省长章曦介绍安徽省自由贸易试验区总体方案，并回答了记者问题。9月21日，国务院关于印发北京、湖南、安徽自由贸易试验区总体方案及浙江自由贸易试验区扩展区域方案的通知发布。
实施范围:
自贸试验区的实施范围119.86平方公里，涵盖三个片区：合肥片区64.95平方公里（含合肥经济技术开发区综合保税区1.4平方公里），芜湖片区35平方公里（含芜湖综合保税区2.17平方公里），蚌埠片区19.91平方公里。
自贸试验区的开发利用须遵守土地利用、生态环境保护、规划相关法律法规，符合国土空间规划，并符合节约集约用地的有关要求。
功能划分:
合肥片区重点发展高端制造、集成电路、人工智能、新型显示、量子信息、科技金融、跨境电商等产业，打造具有全球影响力的综合性国家科学中心和产业创新中心引领区。芜湖片区重点发展智能网联汽车、智慧家电、航空、机器人、航运服务、跨境电商等产业，打造战略性新兴产业先导区、江海联运国际物流枢纽区。蚌埠片区重点发展硅基新材料、生物基新材料、新能源等产业，打造世界级硅基和生物基制造业中心、皖北地区科技创新和开放发展引领区。
2020年9月24日，中国（安徽）自由贸易试验区正式揭牌。